# Frövi
Frövi ist eine Ortschaft (tätort) in der schwedischen Gemeinde Lindesberg in der Provinz Örebro län. Der Ort liegt etwa zehn Kilometer südlich von Lindesberg am Länsväg 249 und dem Fluss Arbogaån.
Am 29. August 1857 erhielt Frövi Eisenbahnanschluss, als die Strecke Örebro–Frövi–Arboga der Gesellschaft Köping–Hults–Järnväg eröffnet wurde. Am 16. November 1871 wurde Frövi mit der Eröffnung der damals Svenska Centralbanan genannten Bahnstrecke Frövi–Ludvika zum Eisenbahnknotenpunkt. 1874 wurde das heute noch bestehende Bahnhofsgebäude eröffnet, welches sich seit 2008 in Privatbesitz befindet.
Größter Arbeitgeber ist die im späten 19. Jahrhundert gegründete Papierfabrik Frövifors, die heute zum Konzern BillerudKorsnäs AB gehört. Als in den 1970er Jahren neue Fabrikanlagen gebaut wurden, blieben die alten Anlagen aus dem 19. Jahrhundert erhalten und wurden in ein Museum umgewandelt.